# Rodeio Bonito
Rodeio Bonito är en kommun i Brasilien.   Den ligger i delstaten Rio Grande do Sul, i den södra delen av landet, 1 400 km söder om huvudstaden Brasília. Antalet invånare är 5 743.
Omgivningarna runt Rodeio Bonito är en mosaik av jordbruksmark och naturlig växtlighet. Runt Rodeio Bonito är det ganska glesbefolkat, med 31 invånare per kvadratkilometer.